# Aéroport international de Grand Bahama
Pour les articles homonymes, voir FPO.
L'aéroport international de Grand Bahama (code IATA : FPO • code OACI : MYGF) est un aéroport international privé situé à Freeport aux Bahamas.

## Situation et accès
| Marsh Harbour Treasure Cay Andros Town South Andros Mangrove Cay San Andros Chub Cay South Bimini Arthur's Town New Bight Crooked island Governor's Harbour North Eleuthera Rock Sound Exuma Staniel Cay Grand Bahama Matthew Town Deadman's Cay Stella Maris Mayaguana Nassau San Salvador |

## Compagnies aériennes
L'aéroport est desservi par plusieurs compagnies internationales, dont Delta Air Lines et American Airlines. L'aéroport est gravement endommagé en 2019 par l'ouragan Dorian.
| Compagnies             | Destinations                                                                         |
| ---------------------- | ------------------------------------------------------------------------------------ |
| American Eagle         | Charlotte-Douglas, Miami                                                             |
| Bahamasair             | Fort Lauderdale-Hollywood, Nassau L. Pindling En saison : Orlando                    |
| Blue Panorama Airlines | En saison : Milan-Malpensa                                                           |
| Delta Connection       | Atlanta H.-Jackson                                                                   |
| Flamingo Air           | Great Harbour Cay (en), Marsh Harbour, Mores Island (en), South Bimini, Walker’s Cay |
| Silver Airways         | Fort Lauderdale-Hollywood, Orlando                                                   |
| SkyBahamas Airlines    | Fort Lauderdale-Hollywood, Nassau L. Pindling, Providenciales, South Bimini          |
| Sunwing Airlines       | En saison : Montréal (P.-E.-Trudeau), Toronto (Pearson)                              |
| Western Air            | Marsh Harbour, Nassau L. Pindling, South Bimini                                      |

Édité le 04/10/2019

## À voir aussi